# Irrigation nasale

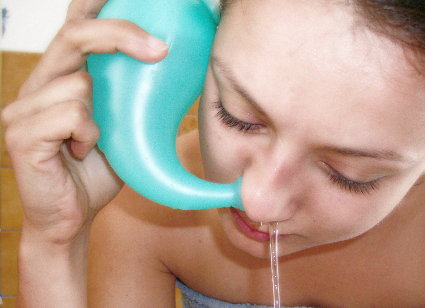
Irrigation nasale.

L'irrigation nasale ou lavage nasal est un traitement d'appoint de la sinusite aigüe ou chronique, des infections virales des voies aériennes supérieures ou encore de la rhinite allergique. Cette irrigation nasale par une solution saline est issue de la médecine traditionnelle ayurvédique et peut être réalisée au moyen d'un spray, d'une seringue sans aiguille, d'un « pot neti » ou d'une petite poire de lavement.
L'irrigation avec de l'eau pourrait avoir des effets indésirables au contact des muqueuses nasopharyngées du fait de son hypotonicité. L'irrigation se fait avec une solution isotonique (dite physiologique), ou dans quelques cas hypertonique, comme une solution à base de xylitol. Certaines solutions sont stériles, d'autres non.
La solution saline est instillée dans une narine et drainée par l'autre narine ou par déglutition.

## Mécanisme d'action
Le mécanisme d'action exact de l'irrigation nasale n'est pas connu[réf. nécessaire]. Elle contribue à maintenir le rôle protecteur de la muqueuse nasale. L'irrigation nasale nettoie directement la muqueuse, enlève les médiateurs de l'inflammation et améliore la fonction mucociliaire.

## Sinusite chronique
Une sinusite chronique est une sinusite qui dure depuis plus de douze semaines. L'analyse des données concernant l'irrigation nasale démontre qu'elle soulage les symptômes, contribue au traitement d'appoint et est bien tolérée par la majorité des patients.
Néanmoins l'irrigation nasale ne saurait être utilisée de manière récurrente car elle peut conduire à une altération des muqueuses qui peut elle-même entraîner une surinfection des sinus,. L'irrigation nasale ne peut donc être qu'une solution d'appoint dans le traitement d'une sinusite.

## Infections des voies aériennes supérieures
L'irrigation nasale peut être utilisée soit de manière préventive, soit de manière curative.
Un essai clinique chez 60 adultes a étudié l'irrigation nasale en tant que traitement préventif de l'infection. Le groupe traité a eu moins d'infections et, quand il y avait une infection, une durée des symptômes plus courte.
Un autre essai clinique chez 390 enfants de 6 à 10 ans a là encore démontré les bénéfices de l'irrigation nasale durant la saison hivernale.

## Rhinite allergique
L'effet de l'irrigation nasale sur la concentration des médiateurs de l'inflammation dans les sécrétions nasales a été étudié chez des personnes souffrant de rhinite allergique et a démontré la diminution de la présence de ces médiateurs. D'autres études en pédiatrie confirment l'intérêt de cette approche.

## Autres indications
L'irrigation nasale est utilisée dans d'autres indications sans que des données cliniques existent : rhinite de la grossesse, sinusite aigüe, traitement postopératoire, granulomatose de Wegener, sarcoïdose nasosinusienne.

## Contre-indications
Le saignement de nez ou la propension au saignement de nez en est une.